# Agrostis setacea
Agrostis setacea é uma espécie de gramínea do gênero Agrostis, pertencente à família Poaceae.